# Leiopelma
Leiopelma är ett släkte av groddjur som ingår i familjen stjärtmuskelgrodor.
Arterna förekommer i Nya Zeeland och de är de enda groddjuren som inte introducerats där av människan. De nu levande arterna blir upp till 50 mm långa. Kvarlevor från arter som levde före människans ankomst på öarna tyder på att de var dubbelt så stora.
Arter enligt Catalogue of Life, utbredning enligt IUCN:
- Leiopelma archeyi, lever i en 400 till 1000 meter hög bergstrakt på östra sidan av Nordön.
- Leiopelma hamiltoni, är endemisk för Stephens Island.
- Leiopelma hochstetteri, förekommer på Nordön.
- Leiopelma pakeka, hittas på Maud Island och på andra nyzeeländska öar.